# Boris Netsvetaev
Boris Netsvetaev (russisch Борис Нецветаев, transkribiert Boris Nezwetajew; * 29. November 1977 in Leningrad) ist ein russischer Jazzpianist, der in Hamburg lebt.

## Leben und Wirken
Netsvetaev erhielt seit 1983 Musikunterricht an der Kindermusikschule Nr. 26 in Leningrad mit Ausrichtung auf das Klavier. Von 1992 bis 1996 besuchte er das Musikalische Fachgymnasium Rimski-Korsakow in Sankt Petersburg, das er mit einem Diplom in Musiktheorie und Komposition abschloss. Seit 1997 studierte er an der Hochschule für Musik und Darstellende Kunst Hamburg bei Dieter Glawischnig und Wolfgang Schlüter. Bereits 1999 nahm er am Banff International Jazz Workshop in Kanada teil, wo ihn Kenny Werner, Joe Lovano, Dave Holland, Hugh Fraser und Dave Douglas unterrichteten. Hinzu kamen Workshops bei Ed Thigpen und Richie Beirach.
Netsvetaev gehörte seit 2000 zur Band von Steve Reid, mit der er drei Alben einspielte und international tourte. Mit seiner Band Impact trat er 2001 auch im Fernsehen auf. 2002 gründete er mit Philipp Steen und Kai Bussenius das Hammer Klavier Trio, mit dem er zwei Alben vorgelegt hat. Weiter ist er Mitglied des Quartetts von Wolfgang Schlüter und trat mit Keith Copeland, John Marshall, Herb Geller, Lew Soloff, Franco Ambrosetti, Billy Harper, Howard Johnson, Danny Gottlieb und Monty Waters auf. 
Bereits seit 1999 ist Netsvetaev  bei internationalen Festivals in Bulgarien, Frankreich, Tschechien, Großbritannien und der Schweiz, aber auch bei den Leverkusener Jazztagen, den Ingolstädter Jazztagen, den Hamburger Jazztagen oder dem Elbjazz-Festival aufgetreten. Hinzu kamen Studioaufnahmen mit Matthias Höfs und Ryoma sowie Radio-Produktionen des NDR (mit der Band The Q und der NDR Bigband sowie den Gästen George Gruntz und Wolfgang Schlüter).

## Preise und Auszeichnungen
Netsvetaev erhielt im November 2000 den Förderpreis Medica pro Musica. 2006 wurde er mit dem Dr.-Langner-Jazzstipendium gefördert.

## Diskographische Hinweise
- Steve Reid Invitation (2001)
- Wolfgang Schlüter Four Colours (2007)
- Hammer Klavier Trio Rocket in the Pocket (2012)
- Wolfgang Schlüter Quartet & NDR Bigband Visionen (2012)
- Wolfgang Schlüter & Boris Netsvetaev Breathing As One (2016)